# フィリピン革命軍

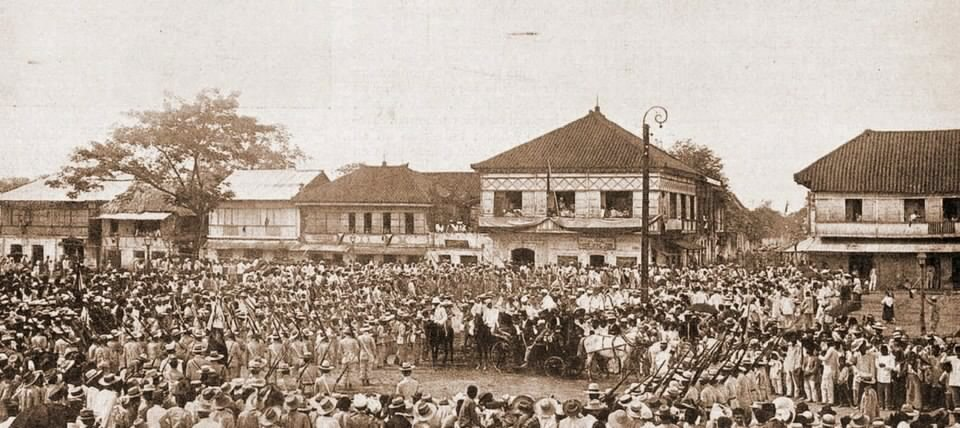
マロロス市における発足式での革命軍の行進。（1899年1月23日）

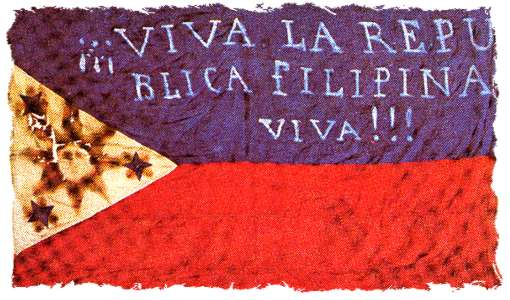
フィリピン革命軍の旗。フィリピンの国旗に近い図案となっている。

フィリピン革命軍（フィリピン語: Panghimagsikang Hukbong Katihan ng Pilipinas、スペイン語: Ejercito en la Republica de la Filipina）は、1897年3月22日にカヴィテで創設された。アルテミオ・リカルテ将軍がテヘロス会議で提案した。エミリオ・アギナルドら革命中央政府は、カティプナンをフィリピン革命軍に置き換えた。

## 概説

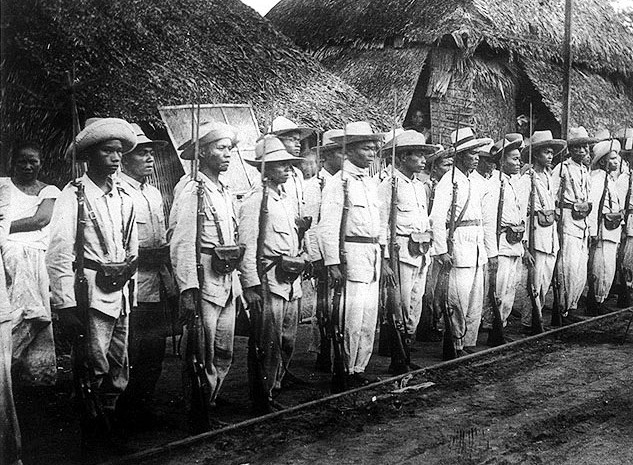
点検中のフィリピン正規軍

フィリピン革命軍は1896年のスペイン正規軍内のオルデナンサ・デル・エヘルシトを母体としたもので、規律、戦術、指揮系統などを再編し、またアントニオ・ルナの兄のフアン・ルナがラヤディロ（制服）をデザインした。フアンはまた歩兵隊、騎兵隊、砲兵隊、斥候、衛生兵の各記章の意匠も担当した。
フィリピン革命軍の発展段階は、初期カティプナン、後期カティプナン、フィリピン革命軍の三段階に分けることができる。

## 兵器
主要兵器はスペイン・モーゼルM93とレミントン・スペイン・ライフルであった。ほかにはランタカ銃、クルップ砲、オルドネス砲、ホッチキス砲、ノルデンフェルト式機銃、マキシム機関銃、コルト・ブローニングM1895重機関銃などがあり、そのほか竹や角材で補強した水パイプで作られた即席の武器もあった。
1899年2月の米比戦争でフィリピン革命軍は全部門がダメージを受けた。アントニオ・ルナは1899年4月にアギナルドの首席顧問だったアポリナリオ・マビニにゲリラ戦に急いで転換させるべきだと進言したが、アギナルド大元帥がゲリラ戦に転換したのは半年後の11月であった。

## 階級

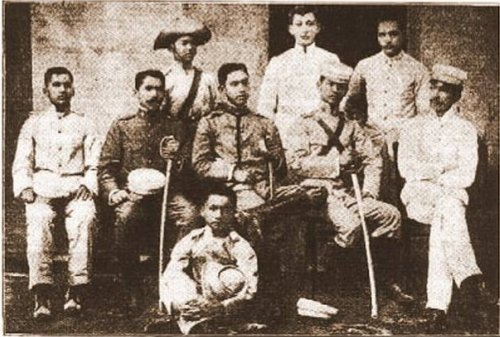
マヌエル・チニオ（座席中央）、ベニート・ナティビダド（右から2番目の座席）、ホセ・アレハンドリノ（左から2番目の座席）

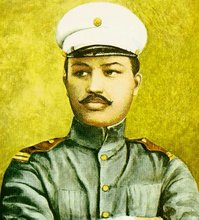
アントニオ・ルナ

| 記章 | 階級             | 階級（日本語表記） |
| ---- | ---------------- | ------------------ |
|      | Ministro         | 大元帥、元帥       |
|      | Kapitan Heneral  | 提督               |
|      | Tiniente Heneral | 中将               |
|      | Gial De Division | 少将               |
|      | Gial De Brigada  | 准将               |
|      | Koronel          | 大佐               |
|      | Tiniente Koronel | 中佐               |
|      | Komandante       | 少佐               |
|      | Kapitan          | 大尉               |
|      | Tiniente         | 中尉               |
|      | Sarhento         | 軍曹               |
|      | Kabo             | 伍長               |

## フィリピン革命軍将校の一覧
| 名前                           | 階級                                  | 党派a                            | 出身b                  |
| ------------------------------ | ------------------------------------- | -------------------------------- | ---------------------- |
| バルドメロ・アギナルド         | 中将                                  | マグダロ派                       | カヴィテ州             |
| クリスプロ・アギナルド         | 少将                                  | マグダロ派                       | カヴィテ州             |
| エミリオ・アギナルド           | 将軍、総指揮官                        | マグダロ派                       | カヴィテ州             |
| ホセ・アレハンドリノ           | 准将                                  | エミリオ・アギナルドの私的顧問   | ブラカン州             |
| マリアノ・アルバレス           | 中将                                  | マグディワン派                   | カヴィテ州             |
| パスクアル・アルバレス         | 准将                                  | マグディワン派                   | カヴィテ州             |
| ヘルモゲネス・バウティスタ     | 准将                                  | アンドレス・ボニファシオ派       | マニラ                 |
| ビト・ベラルミノ               | 少将                                  | マグダロ派                       | カヴィテ州             |
| アンドレス・ボニファシオ       | カティプナン総司令官                  | ボニファシオ派                   | マニラ                 |
| フアン・カイレス               | 少将                                  | 中立                             | バタンガス州           |
| マリアノ・リエゴ・デ・ディオス | 准将                                  | マグダロ派                       | カヴィテ州             |
| グレゴリオ・デル・ピラール     | 准将                                  | エミリオ・アギナルド派           | ブラカン州             |
| ピオ・デル・ピラール           | 准将                                  | マグディワン派 のちマグダロ派    | カヴィテ州             |
| エディベルト・エヴァンゲリスタ | 中将                                  | マグダロ派                       | カヴィテ州             |
| ビセンテ・フェルナンデス       | 准将                                  | エミリオ・アギナルド派           | ?                      |
| リセリオ・ヘロニモ             | 少将                                  | エミリオ・アギナルド派           | リサール州モロン       |
| グレゴリオ・アグリパイ         | 司教総代理・リワナグ団将軍            | リワナグ団(カティプナン援助団体) | タルラック州ビクトリア |
| アドリアノ・ヘルナンデス       | 准将                                  | ?                                | ?                      |
| エミリオ・ハシント             | 少将、 カティプナンマニラ北部軍       | アンドレス・ボニファシオ派       | マニラ                 |
| アニセト・ラクソン             | 少将                                  | 中立                             | ネグロス島             |
| ウルバノ・ラクナ               | 准将                                  | 中立                             | ヌエヴァ・エシハ州     |
| マリアノ・ルラネラ             | 少将                                  | 中立                             | ヌエヴァ・エシハ州     |
| パヤ・ルキノ                   | 准将                                  | アンドレス・ボニファシオ派       | ?                      |
| マテオ・ルガ                   | 准将                                  | 中立                             | セブ島                 |
| ビンセンテ・ルクバン           | 准将                                  | エミリオ・アギナルド派           | カマリン               |
| アントニオ・ルナ               | 提督 (マロロス共和国戦争司令官        | 中立                             | マニラ                 |
| テレサ・マグバヌアル           | 准将                                  | 中立                             | イロイロ               |
| フランシスコ・マカブロス       | 少将                                  | アギナルド派                     | タルラック             |
| ミゲル・マルバル               | 少将                                  | 中立                             | バタンガス州           |
| エレウテリオ・マラシガン       | 准将                                  | 中立                             | バタンガス州           |
| トマス・マスカルド             | 准将                                  | マグダロ派                       | カビテ州               |
| アルカディオ・マクシロム       | 准将                                  | 中立                             | セブ島                 |
| フリオ・ナクプリ               | 少将、 カティプナンマニラ北部軍指揮官 | アンドレス・ボニファシオ派       | マニラ                 |
| ベニト・ナティビダド           | 准将                                  | アントニオ・ルナ派               | ヌエヴァ・エシハ州     |
| マメルト・ナティビダド         | 准将                                  | エミリオ・アギナルド派           | ヌエヴァ・エシハ州     |
| マリアノ・ノリエル             | 准将                                  | マグダロ派                       | カヴィテ州             |
| シメオン・オラ                 | 准将                                  | 中立                             | アルバイ州             |
| アルテミオ・リカルテ           | 中将 (1897年から1898年まで総司令官)   | マグディワン派                   | [カヴィテ州]バタック   |
| パキアノ・リサール             | 少将                                  | 中立                             | ラグナ州               |
| マカリオ・サカイ               | 少将 (のちタガログ共和国大統領).      | アンドレス・ボニファシオ派       | マニラ                 |
| ルキアノ・サン・ミゲル         | 准将                                  | マグディワン派                   | カヴィテ州             |
| マヌエル・チニオ               | 准将                                  | エミリオ・アギナルド派           | ヌエヴァ・エシハ州     |
| ダニエル・チロンナ             | 准将                                  | マグダロ派                       | カヴィテ州             |
| イシドロ・トレス               | 准将                                  |                                  | ブラカン州             |
| マリアノ・トリアス             | 中将                                  | マグディワン派からマグダロ派へ   | カヴィテ州             |
| ピオ・バレンスエラ             | 准将                                  | アンドレス・ボニファシオ派       | ブラカン州             |
| パンタレオン・ビレガス         | 准将                                  | エミリオ・アギナルド派           | セブ島                 |
| フラビアノ・イェンコ           | 准将                                  | マグダロ派                       | マニラ                 |

## 外国人軍事顧問
陸軍
- デビッド・ファーゲン（英語版） - ウルバノ・ラクナ軍准将 (アメリカ合衆国有色軍第24聯隊[35]
- ジョン・アランス - アメリカ軍[36]
- ハリー・デニス - アメリカ軍[36]
- ミークス(名不詳)[36]
- ジョン・ワーグナー- アメリカ軍[36]
- エドワード・ウォルポール - アメリカ軍[36]

海軍
- ビンセンテ・カタラン - スペイン植民地海軍